# Pirámide de Falicon
La Pirámide de Falicon (en francés: Pyramide de Falicon) es un monumento situado en una localidad rural cerca de la ciudad de Falicon, en la Costa Azul, cerca de Niza en el sur de Francia.
Está construido sobre una cueva kárstica conocida como la Cueva de los Murciélagos (occitano: Bauma des Ratapignata) y es una de las pocas pirámides en Europa. La pirámide está construida de piedras pequeñas, de forma irregular, posee un ángulo bastante agudo de inclinación, y está en una condición parcialmente en ruinas. Mientras que la mayor parte de su sección superior no se encuentra, la sección inferior está razonablemente bien conservada .
El propósito y orígenes exactos de la pirámide son desconocidos. Aunque se ha sugerido que pudo haber sido construida por los legionarios romanos que participan en las prácticas de culto egipcio, investigaciones más recientes indican que fue construida entre 1803 y 1812, es decir, durante el gobierno de Napoleón Bonaparte.